# 2017-es WTA Finals
A WTA Finals 2017 a WTA által évente megrendezett tenisztorna, amelyen az aktuális WTA-világranglista legjobb helyezettjei vehetnek részt. A torna a versenyévad záró eseménye, amelyet 1972 óta rendeznek meg. Egyéniben ez a 47. verseny, a párosok idén 42. alkalommal mérkőznek. A torna jelenlegi elnevezése BNP Paribas WTA Finals Singapore Presented by SCglobal, rövidítve WTA Finals, korábban a WTA Tour Championships nevet viselte.
A tornára az egyéni világranglista első nyolc helyezettje, valamint a páros világranglista első nyolc párja szerezhet kvalifikációt, sérülés vagy egyéb okból távolmaradás esetén a ranglista következő helyezettje szerez jogot a részvételre. A győztes a jelentős pénzdíjazás mellett egyéniben a Billie Jean King-trófeát, párosban a Martina Navratilova-trófeát kapja.
A 2017-es tornára öt volt, valamint a regnáló világelső kvalifikálta magát, és a versenyen elért eredménytől függően a nyolc résztvevő közül hatan is esélyesek voltak a világranglistán az év végi világelsőség megszerzésére. A csoportmérkőzések befejezését követően erre már csak Karolína Plíškovának volt esélye, azonban az elődöntőben elszenvedett veresége után már eldőlt, hogy Simona Halep megőrizte elsőségét a világranglista élén, és ezzel ő zárta a 2017-es évet az első helyen.
A címvédő egyéniben a szlovák Dominika Cibulková, miután az előző évi döntőben 6–3, 6–4 arányban legyőzte a német Angelique Kerbert, ő azonban ebben az évben nem kvalifikálta magát. A párosok versenyén a címvédő az orosz Jekatyerina Makarova–Jelena Vesznyina páros volt, akik a 2016-os döntőben 7–6(5), 6–3 arányban győztek az amerikai Bethanie Mattek-Sands és a cseh Lucie Šafářová kettőse ellen. Ezúttal az elődöntőben vereséget szenvedtek a holland Kiki Bertens és a svéd johanna Larsson párosától.
A magyar Babos Tímea harmadik alkalommal kvalifikálta magát párosban a tornára, ezúttal a cseh Andrea Hlaváčková párjaként. Miután az első körben legyőzték az Andreja Klepač–María José Martínez Sánchez párost, az elődöntőben a világelső Martina Hingis–Csan Jung-zsan párossal kerültek szembe, akiket két játszmában szintén legyőztek, ezzel a döntőbe kerültek. A döntőben 4–6, 6–4, [10–5] arányban legyőzték a Kiki Bertens–Johanna Larsson holland-svéd kettőst, ezzel elnyerték a világbajnoki címet. Magyar teniszező először érte el ezt a sikert.
Egyéniben a tornagyőzelmet, ezzel a világbajnoki címet a dán Caroline Wozniacki szerezte meg, miután a döntőben 6–4, 6–4 arányban nyert Venus Williams ellen.

## A verseny

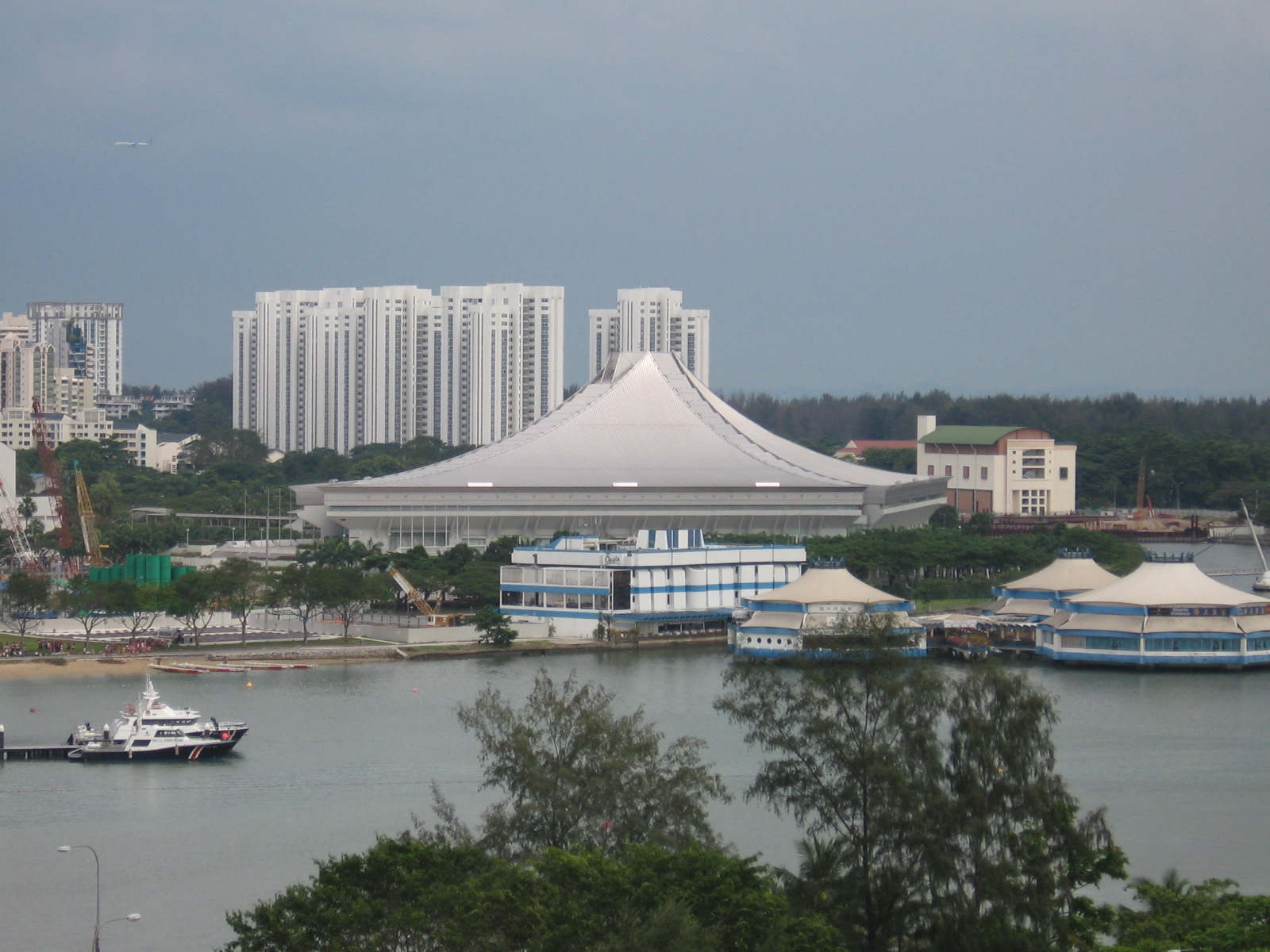
A Singapore Indoor Stadium a WTA Finals helyszíne

A verseny helyszíne 2017. október 22–29. között Szingapúr Kallang kerületében a Singapore Indoor Stadium. Az esemény idején bemutató versenyekre is sor kerül a WTA feltörekvő csillagai (WTA Rising Star), valamint a WTA legendái (WTA Legends) részvételével.

### A kvalifikáció
Az egyéni versenyre az a nyolc játékos szerezhetett indulási jogot, aki az adott év folyamán a WTA pontversenyén az előzetesen meghatározott 16 tornát figyelembe véve a legtöbb pontot szerezte. A 16 tornába az alábbiak számítottak bele: a négy Grand Slam-torna, a négy Premier Mandatory torna, az öt Premier 5 torna közül a két legjobb eredmény, valamint a többi versenyen szerzett pontok közül a hat legjobb.
A páros versenyen az év során az adott pár által elért 11 legjobb eredményt vették figyelembe. Az egyéni kvalifikáció szabályaival ellentétben a párosoknál nem volt kötelező sem a Grand Slam-tornák, sem a Premier Mandatory versenyek beszámítása.

### A lebonyolítás formája
Az egyéni versenyen a nyolc résztvevőt két négyes csoportba sorsolják, ahol körmérkőzést játszanak egymással. A csoportok első két helyezettje jut az elődöntőbe. Az elődöntőben a csoportelsők a másik csoport második helyezettjével játszanak a döntőbe jutásért. A döntőt a két elődöntő győztese vívja. A páros verseny 2016. óta egyenes kieséses rendszerben zajlik.
A helyezések eldöntése a körmérkőzéses szakaszban
A helyezések az alábbiak figyelembe vételével dőlnek el:
1. A győzelmek száma
2. Ha a győzelmek száma egyenlő, akkor a mérkőzéseken nyert játszmák száma dönt
3. Ha ez is egyenlő, akkor két játékos holtversenye esetén az egymás elleni eredményt, ha három játékos között van holtverseny, akkor elsőként a játszmaarányt, másodikként a játékarányt veszik figyelembe.

## A díjalap és a ranglistapontok
A 2017. évi BNP Paribas WTA Finals díjalapja 7 000 000 amerikai dollár. A díjalap elosztását, valamint a versenyen szerezhető pontokat a táblázat mutatja.
| Eredmény     | Győzelem | Vereség | Egyéni pont | Egyéni díj   | Páros pont | Páros díj |
| ------------ | -------- | ------- | ----------- | ------------ | ---------- | --------- |
| Győztes      |          |         | 1500*       | 2 360 000 $* | 1500       | 500 000 $ |
| Döntős       |          |         | 1080*       | 1 200 000 $* | 1080       | 260 000 $ |
| Elődöntős    |          |         | 750*        | 650 000 $*!  | 750        | 157 500 $ |
| Negyeddöntős |          |         |             |              | 375        | 81 250 $  |
| Körmérkőzés  | 3        | 0       | 750         | 610 000 $    |            |           |
| Körmérkőzés  | 2        | 1       | 625         | 457 000 $    |            |           |
| Körmérkőzés  | 2        | 0       | 500         | 436 000 $    |            |           |
| Körmérkőzés  | 1        | 2       | 500         | 304 000 $    |            |           |
| Körmérkőzés  | 1        | 1       | 375         | 283 000 $    |            |           |
| Körmérkőzés  | 1        | 0       | 250         | 263 000 $    |            |           |
| Körmérkőzés  | 0        | 3       | 375         | 151 000 $    |            |           |
| Körmérkőzés  | 0        | 2       | 250         | 130 000 $    |            |           |
| Körmérkőzés  | 0        | 1       | 125         | 110 000 $    |            |           |

- Megjegyzések:
*Egyéniben a körmérkőzés során 125 pont és 151 000 $ mérkőzésenként, és további 125 pont és 153 000 $ győzelmenként; az elődöntőben további 330 pont és 590 000 $ a győzelemért; a döntőben további 420 pont és 1 160 000 $ a győzelemért.
! − az elődöntő vesztese korábbi nyereményén felül 40 000 $ díjazásban részesül.

## A kvalifikációt szerzett versenyzők

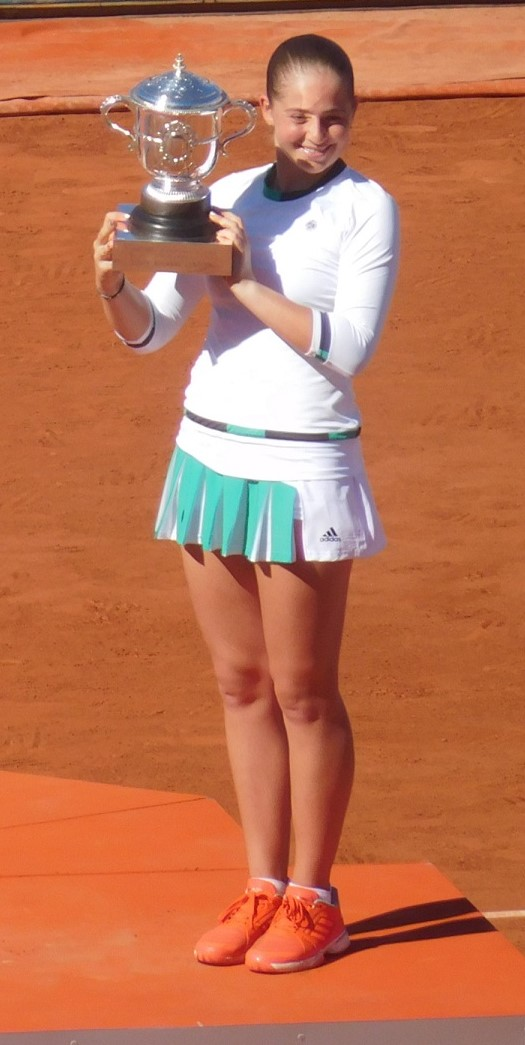
Jeļena Ostapenko első Grand Slam-tornagyőzelmét aratta a Roland Garroson

### Egyéni
| # | Versenyző          | Pont | Verseny | Kvalif. dátum  |
| - | ------------------ | ---- | ------- | -------------- |
| 1 | Garbiñe Muguruza   | 5307 | 18      | szeptember 11. |
| 2 | Simona Halep       | 5026 | 16      | szeptember 26. |
| 3 | Karolína Plíšková  | 4896 | 18      | szeptember 26. |
| 4 | Elina Szvitolina   | 4815 | 16      | szeptember 26. |
| 5 | Venus Williams     | 4612 | 12      | szeptember 26. |
| 6 | Caroline Wozniacki | 4530 | 21      | szeptember 30. |
| 7 | Jeļena Ostapenko   | 4130 | 20      | október 3.     |
| 8 | Caroline Garcia    | 3795 | 23      | október 12.    |

Elina Szvitolina, Jeļena Ostapenko és Caroline Garcia első alkalommal kvalifikálta magát a WTA Finals egyéni versenyére.
Szeptember 11-én Garbiñe Muguruza elsőként kvalifikálta magát a WTA Finals versenyébe, Szeptember 26-án egyszerre négyen, Simona Halep, Karolína Plíšková, Elina Szvitolina és Venus Williams értek el olyan pontszámot, amely a tornán való részvételt biztosította számukra.. Szeptember 30-án Caroline Wozniacki csatlakozott hozzájuk, Október 3-án a China Open negyeddöntőjébe jutásával Jeļena Ostapenko hetedikként kvalifikálta magát. A nyolcadik helyért a 2017. október 4-i állapot szerint még versenyben volt a magyar származású brit színekben versenyző Konta Johanna, a francia Caroline Garcia és az orosz Jelena Vesznyina. Konta Johanna sérülése miatt a szezon hátralevő versenyein már nem indult, ezzel Caroline Garcia szerezte meg a nyolcadik kvalifikációs helyet.
A 2017. évi tornán az aktuális világelső, négy korábbi világelső, három Grand Slam-győztes és három Grand Slam-döntős szerepel. A két tartalék: Kristina Mladenovic és Szvetlana Kuznyecova.

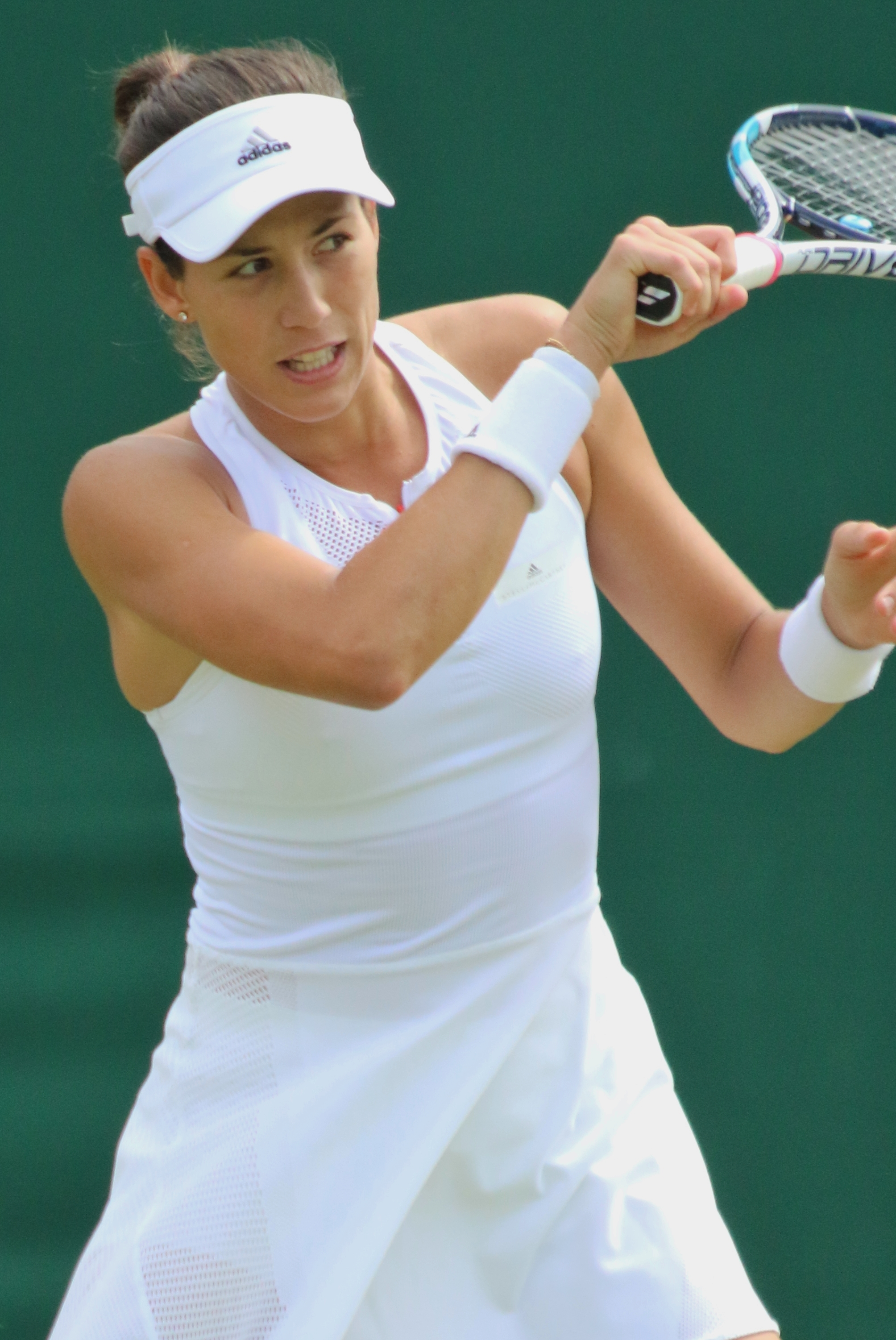
Garbiñe Muguruza a 2017-es wimbledoni bajnok, korábbi világelső, másodszor vesz részt az év végi világbajnokságon, 2015-ben elődöntőt játszott
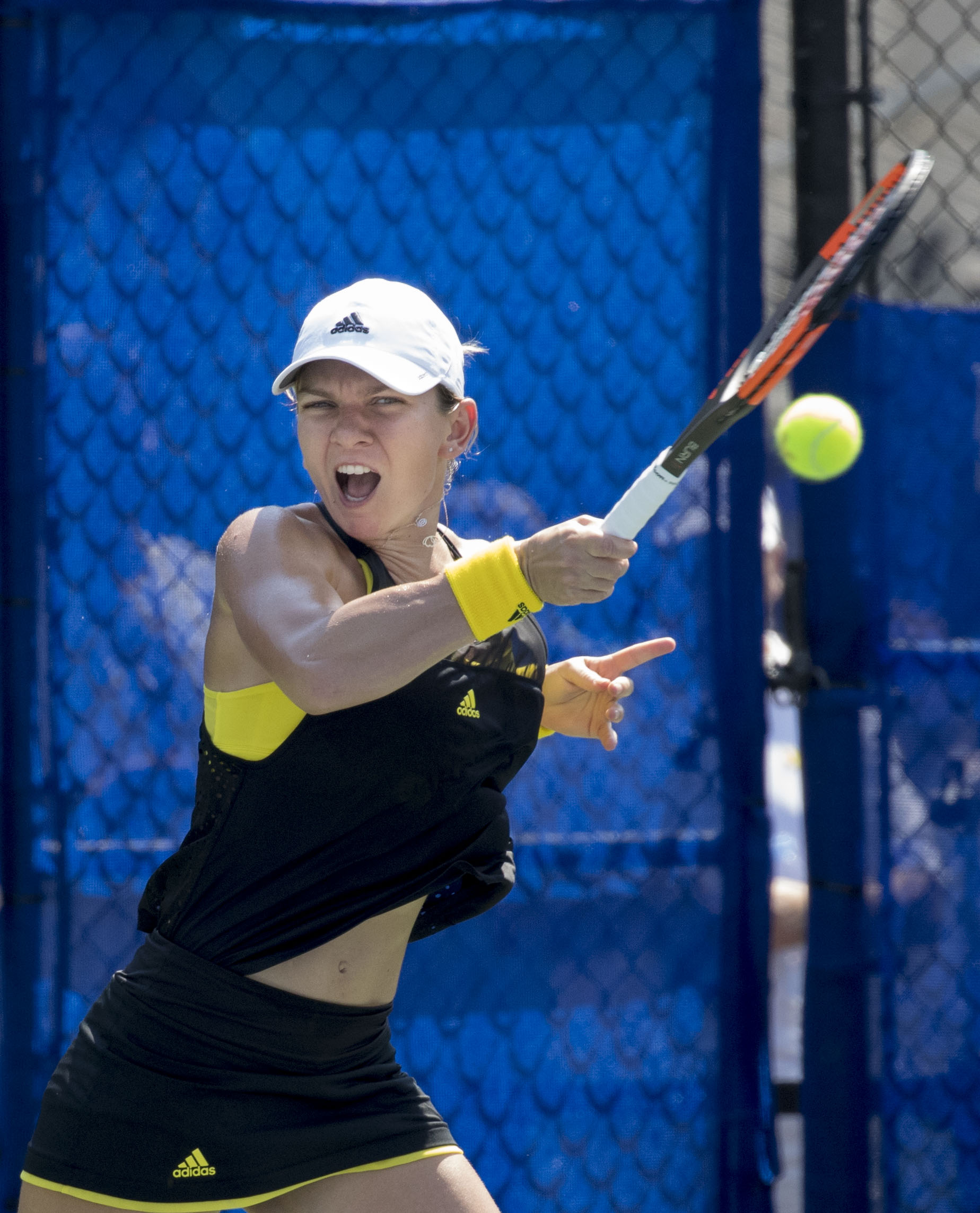
Simona Halep világelső, sorban negyedszer résztvevője az év végi világbajnokságnak, 2014-ben a döntőig jutott
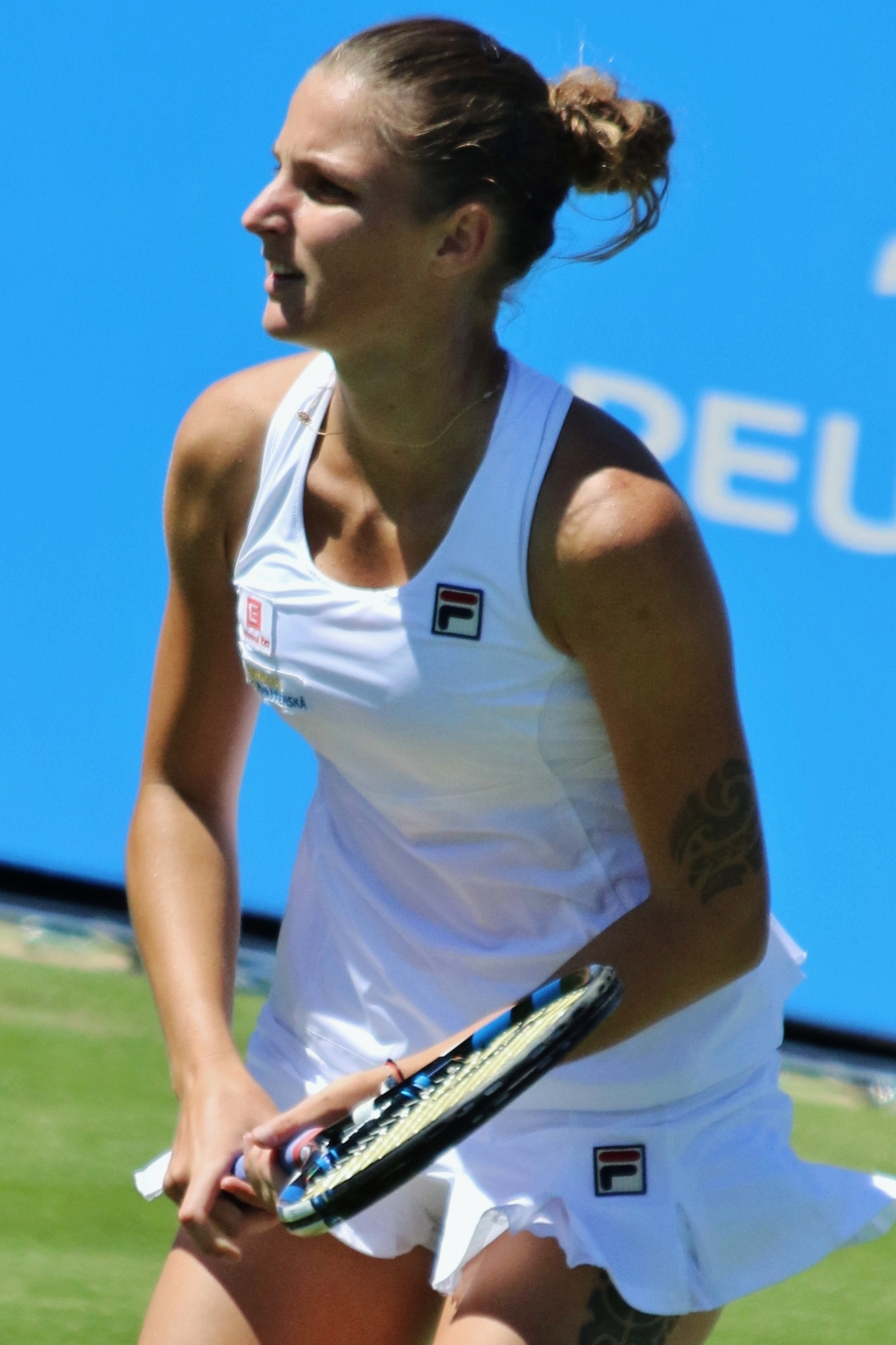
Karolína Plíšková korábbi világelső, másodszor résztvevője az év végi világbajnokságnak
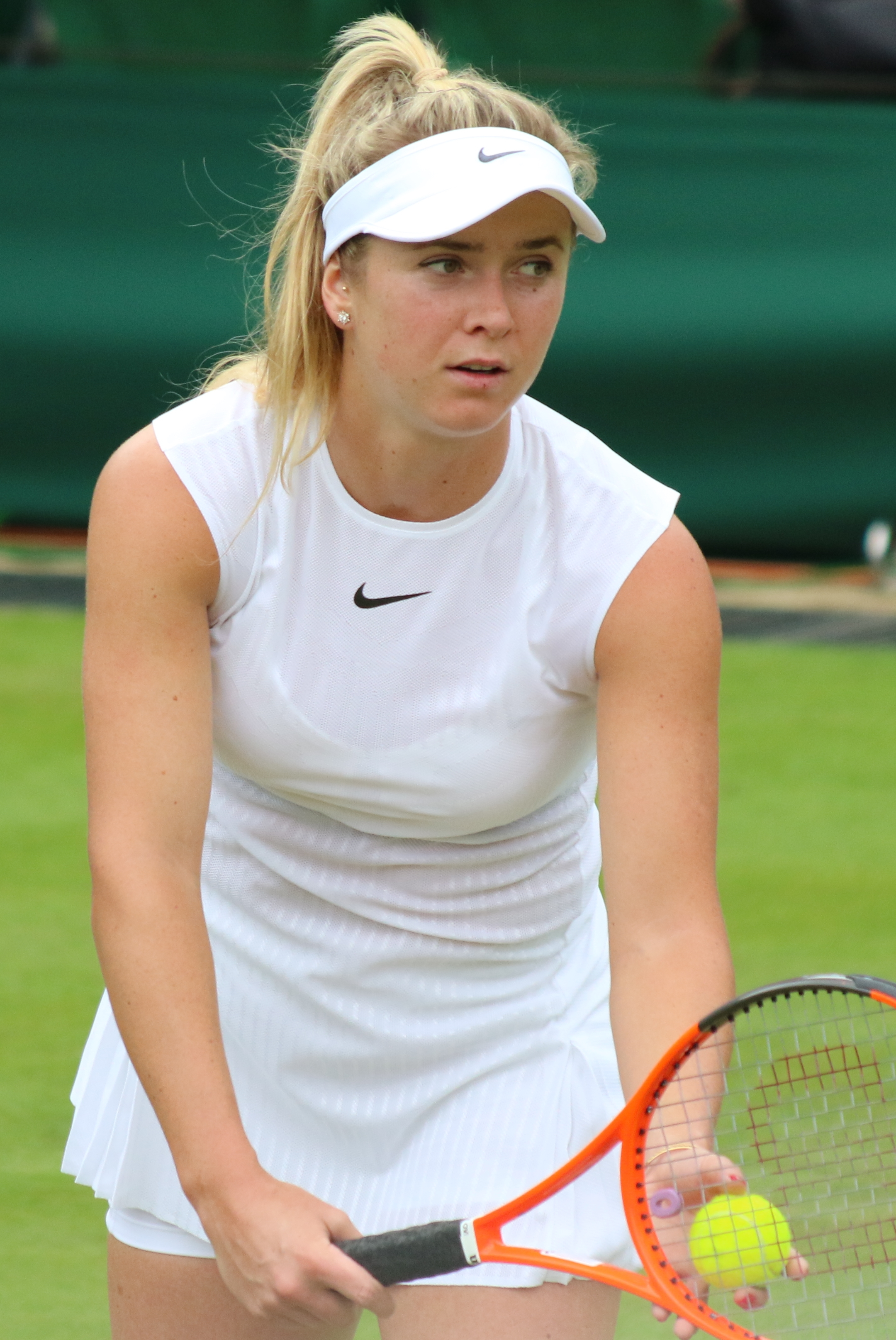
Elina Szvitolina 2017-ben öt tornát nyert, először résztvevője az év végi világbajnokságnak

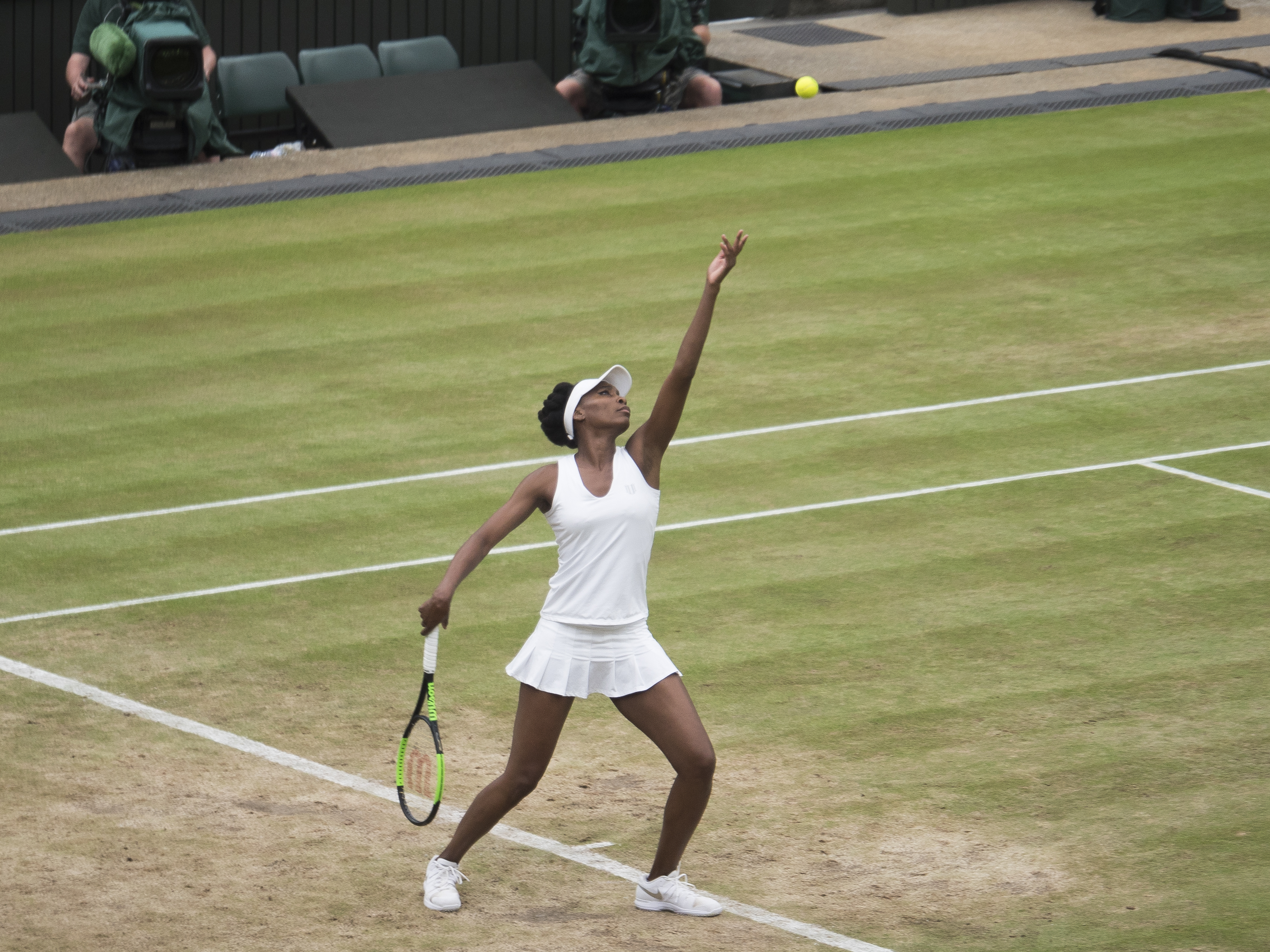
Venus Williams korábbi világelső, a 2017-es Australian Open döntőse, ötödször vesz részt az év végi világbajnokságon, amit 2008-ban megnyert
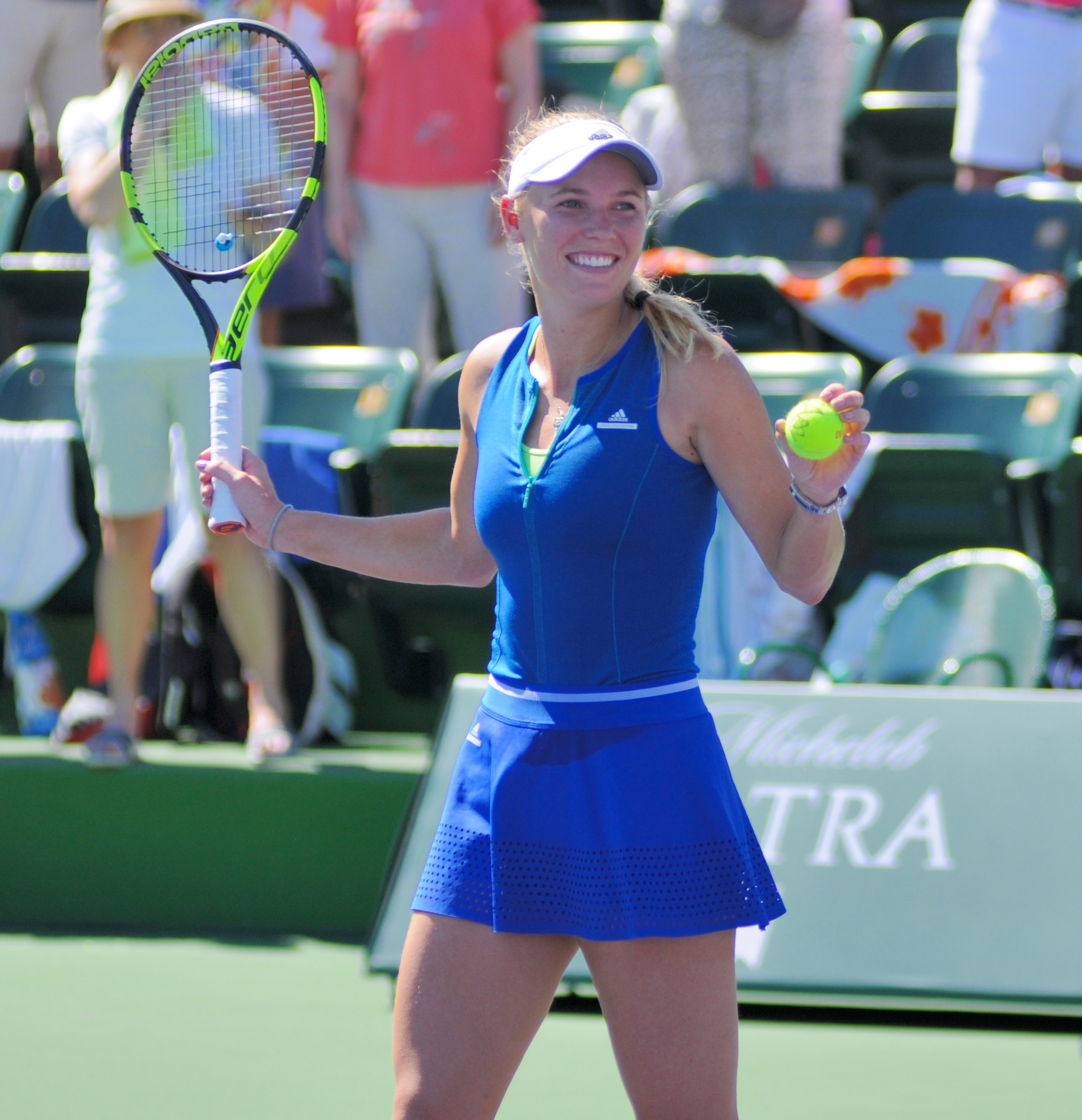
Caroline Wozniacki korábbi világelső, 2017-ben hét WTA-tornadöntőt játszott, ötödször résztvevője az év végi világbajnokságnak, 2010-ben a döntőig jutott
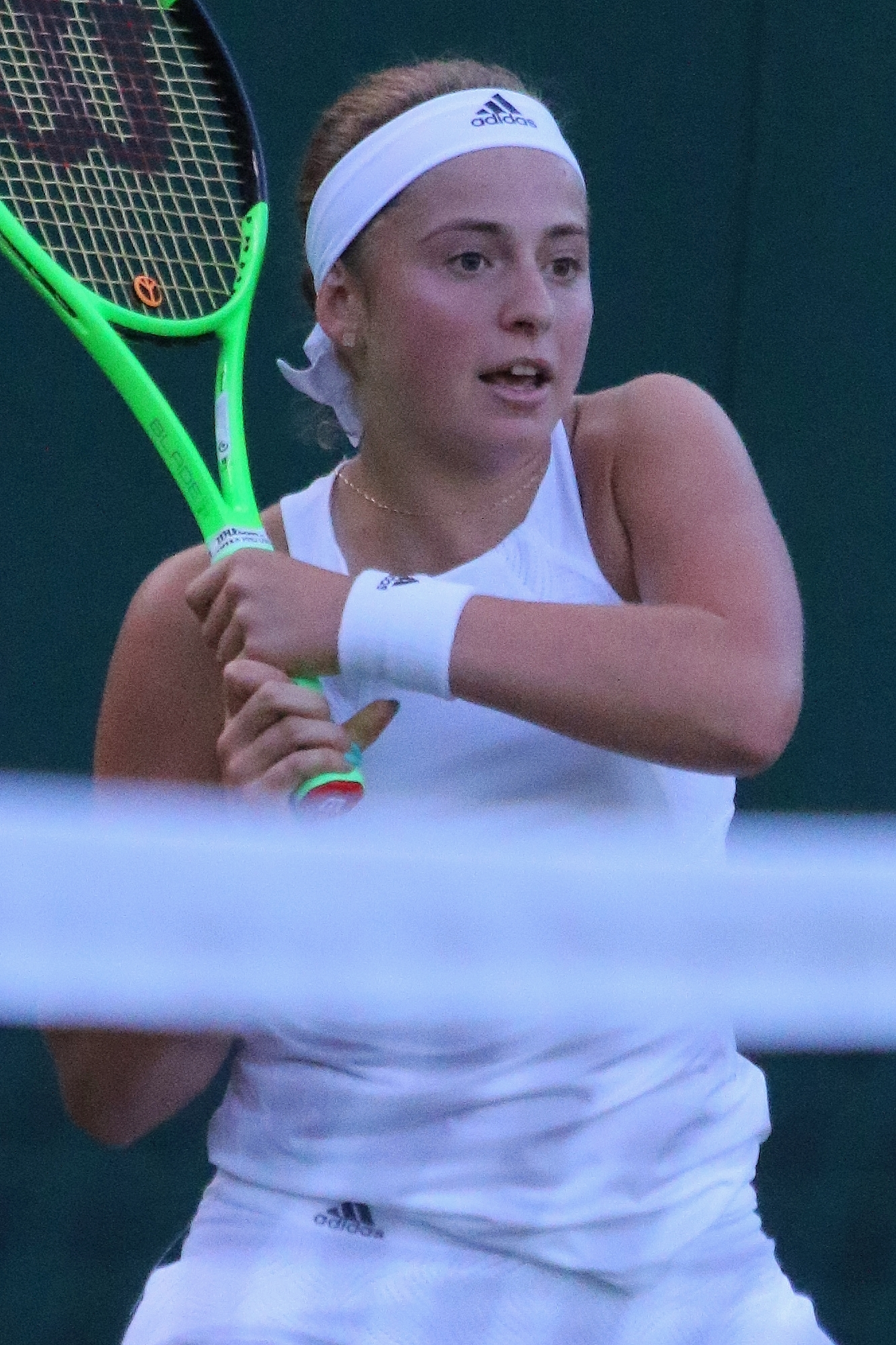
Jeļena Ostapenko a 2017-es Roland Garros győztese; először vesz részt az év végi világbajnokságon
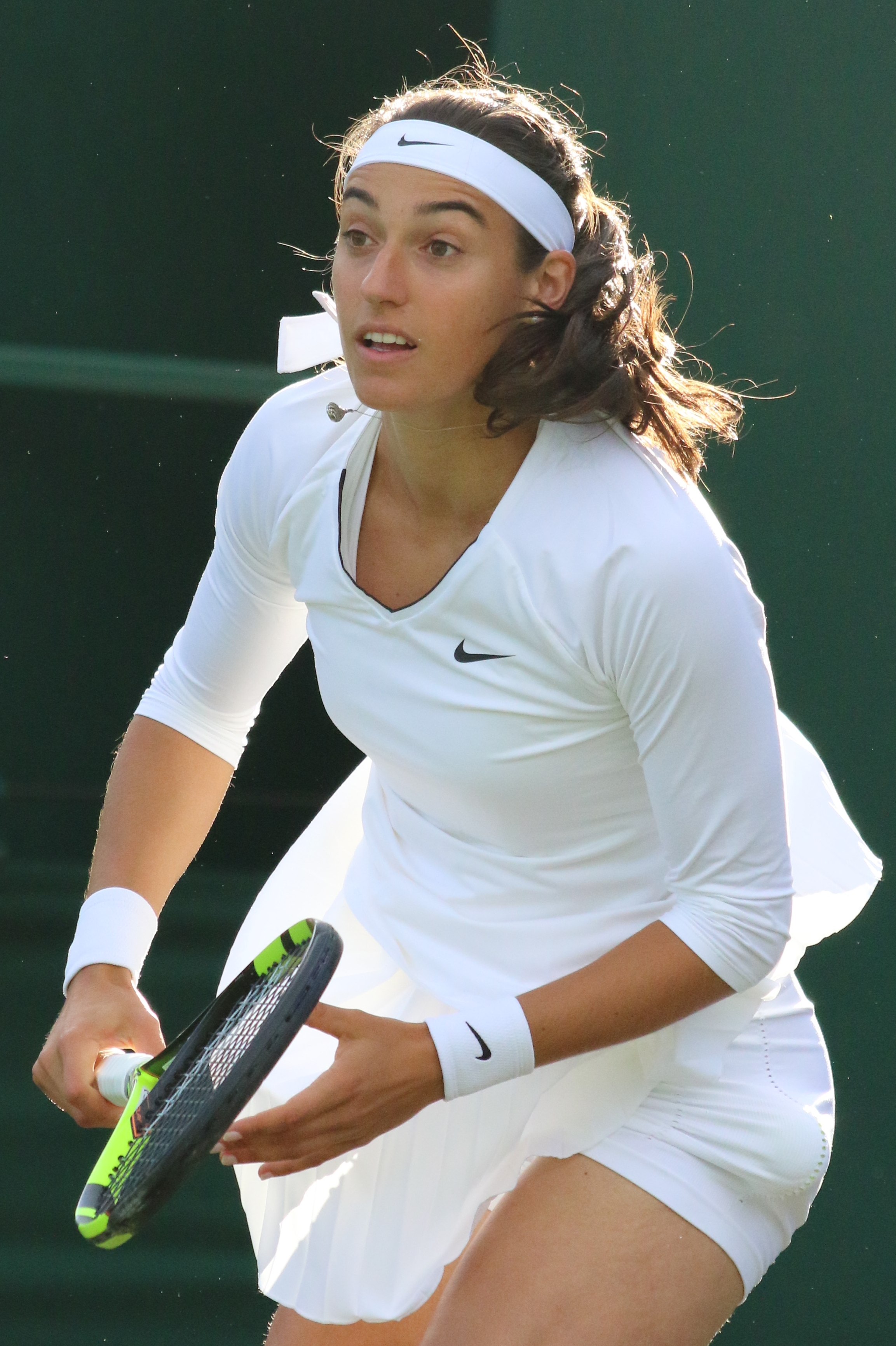
Caroline Garcia a 2017-es Roland Garros negyeddöntőse; egy Premier 5 és egy Premier Mandatory torna győztese, egyéniben először vesz részt az év végi világbajnokságon

#### Egymás elleni eredmények
|   | Versenyző          | Muguruza | Halep | Plíšková | Szvitolina | Williams | Wozniacki | Ostapenko | Garcia | Össz. | Idei eredm. |
| - | ------------------ | -------- | ----- | -------- | ---------- | -------- | --------- | --------- | ------ | ----- | ----------- |
| 1 | Garbiñe Muguruza   |          | 3–1   | 2–6      | 3–4        | 2–3      | 3–3       | 2–1       | 1–0    | 16–18 | 46–19       |
| 2 | Simona Halep       | 1–3      |       | 5–1      | 2–2        | 1–3      | 2–3       | 1–1       | 2–1    | 14–14 | 44–15       |
| 3 | Karolína Plíšková  | 6–2      | 1–5   |          | 5–1        | 1–1      | 3–5       | 2–0       | 3–2    | 21–16 | 51–16       |
| 4 | Elina Szvitolina   | 4–3      | 2–2   | 1–5      |            | 1–1      | 3–0       | 0–1       | 1–1    | 12–13 | 52–12       |
| 5 | Venus Williams     | 3–2      | 3–1   | 1–1      | 1–1        |          | 7–0       | 1–0       | 1–1    | 17–6  | 35–12       |
| 6 | Caroline Wozniacki | 3–3      | 3–2   | 5–3      | 0–3        | 0–7      |           | 0–4       | 2–0    | 13–22 | 56–20       |
| 7 | Jeļena Ostapenko   | 1–2      | 1–1   | 0–2      | 1–0        | 0–1      | 4–0       |           | 0–0    | 7–6   | 47–18       |
| 8 | Caroline Garcia    | 0–1      | 1–2   | 2–3      | 1–1        | 1–1      | 0–2       | 0–0       |        | 5–10  | 46–20       |

### A csoportmérkőzések
Az első hely sorsát az döntötte el, hogy Wozniacki és Garcia egyaránt 38 játékot nyert, kettejük mérkőzését Garcia nyerte, ezzel ő lett a csoportelső.

#### Vörös csoport
|   |                    | Halep   | Szvitolina     | Wozniacki   | Garcia         | Gy–V | Szett Gy–V | Játék Gy–V | Helyezés |
| 1 | Simona Halep       |         | 3–6 4–6        | 0–6 2–6     | 6–4 6–2        | 1–2  | 2–4        | 21–30      | 4.       |
| 4 | Elina Szvitolina   | 6–3 6–4 |                | 2–6 0–6     | 7–6(7) 3–6 5–7 | 1–2  | 3–4        | 29–38      | 3.       |
| 6 | Caroline Wozniacki | 6–0 6–2 | 6–2 6–0        |             | 6–0 3–6 5–7    | 2–1  | 5–2        | 38–17      | 2.       |
| 8 | Caroline Garcia    | 4–6 2–6 | 6–7(7) 6–3 7–5 | 0–6 6–3 7–5 |                | 2–1  | 4–4        | 38–41      | 1.       |

#### Fehér csoport
|   |                   | Muguruza | Plíšková | Williams       | Ostapenko      | Gy–V | Szett Gy–V | Játék Gy–V | Helyezés |
| 2 | Garbiñe Muguruza  |          | 2–6 2–6  | 5–7 4–6        | 6–3 6–4        | 1–2  | 2–4        | 25–32      | 4.       |
| 3 | Karolína Plíšková | 6–2 6–2  |          | 6–2 6–2        | 3–6 1–6        | 2–1  | 4–2        | 28–20      | 1.       |
| 5 | Venus Williams    | 7–5 6–4  | 2–6 2–6  |                | 7–5 6–7(3) 7–5 | 2–1  | 4–3        | 37–38      | 2.       |
| 7 | Jeļena Ostapenko  | 3–6 4–6  | 6–3 6–1  | 5–7 7–6(3) 5–7 |                | 1–2  | 3–4        | 36–36      | 3.       |

### A végső szakasz
|  | Elődöntők | Elődöntők          | Elődöntők | Elődöntők      | Elődöntők |   |                    | Döntő | Döntő | Döntő | Döntő | Döntő |  |
|  |           |                    |           |                |           |   |                    |       |       |       |       |       |  |
|  | 3         | Karolína Plíšková  | 69        | 3              |           |   |                    |       |       |       |       |       |  |
|  | 3         | Karolína Plíšková  | 69        | 3              |           |   |                    |       |       |       |       |       |  |
|  | 6         | Caroline Wozniacki | 711       | 6              |           |   |                    |       |       |       |       |       |  |
|  | 6         | Caroline Wozniacki | 711       | 6              |           | 6 | Caroline Wozniacki | 6     | 6     |       |       |       |  |
|  |           |                    |           |                |           | 6 | Caroline Wozniacki | 6     | 6     |       |       |       |  |
|  |           |                    | 5         | Venus Williams | 4         | 4 |                    |       |       |       |       |       |  |
|  | 5         | Venus Williams     | 5         | Venus Williams | 4         | 4 | 6³                 | 6     | 6     |       |       |       |  |
|  | 5         | Venus Williams     |           |                |           |   |                    |       |       |       |       |       |  |
|  | 8         | Caroline Garcia    | 7         | 2              | 3         |   |                    |       |       |       |       |       |  |

## A párosok versenye
| #      | Versenyzők                                               | Pont | Verseny | Kvalif. dátuma |
| ------ | -------------------------------------------------------- | ---- | ------- | -------------- |
| 1      | Csan Jung-zsan (TPE) · Martina Hingis (SUI)              | 8340 | 13      | augusztus 14.  |
| 2      | Jekatyerina Makarova (RUS) · Jelena Vesznyina (RUS)      | 6495 | 12      | augusztus 14.  |
| sérült | Bethanie Mattek-Sands Lucie Šafářová                     | 5120 | 7       |                |
| 3      | Ashleigh Barty (AUS) · Casey Dellacqua (AUS)             | 4240 | 14      | szeptember 11. |
| sérült | Lucie Hradecká (CZE) · Kateřina Siniaková (CZE)          | 3871 | 14      | szeptember 25. |
| 4      | Babos Tímea (HUN) · Andrea Hlaváčková (CZE)              | 3455 | 14      | október 4.     |
| 5      | Anna-Lena Grönefeld (GER) · Květa Peschke (CZE)          | 3005 | 22      | október 7.     |
| 6      | Gabriela Dabrowski (CAN) · Hszü Ji-fan (CHN)             | 2921 | 14      | október 7.     |
| 7      | Andreja Klepač (SLO) · María José Martínez Sánchez (ESP) | 2570 | 23      | október 12.    |
| 8      | Kiki Bertens (NED) · Johanna Larsson (SWE)               | 2270 | 14      | október 19.    |

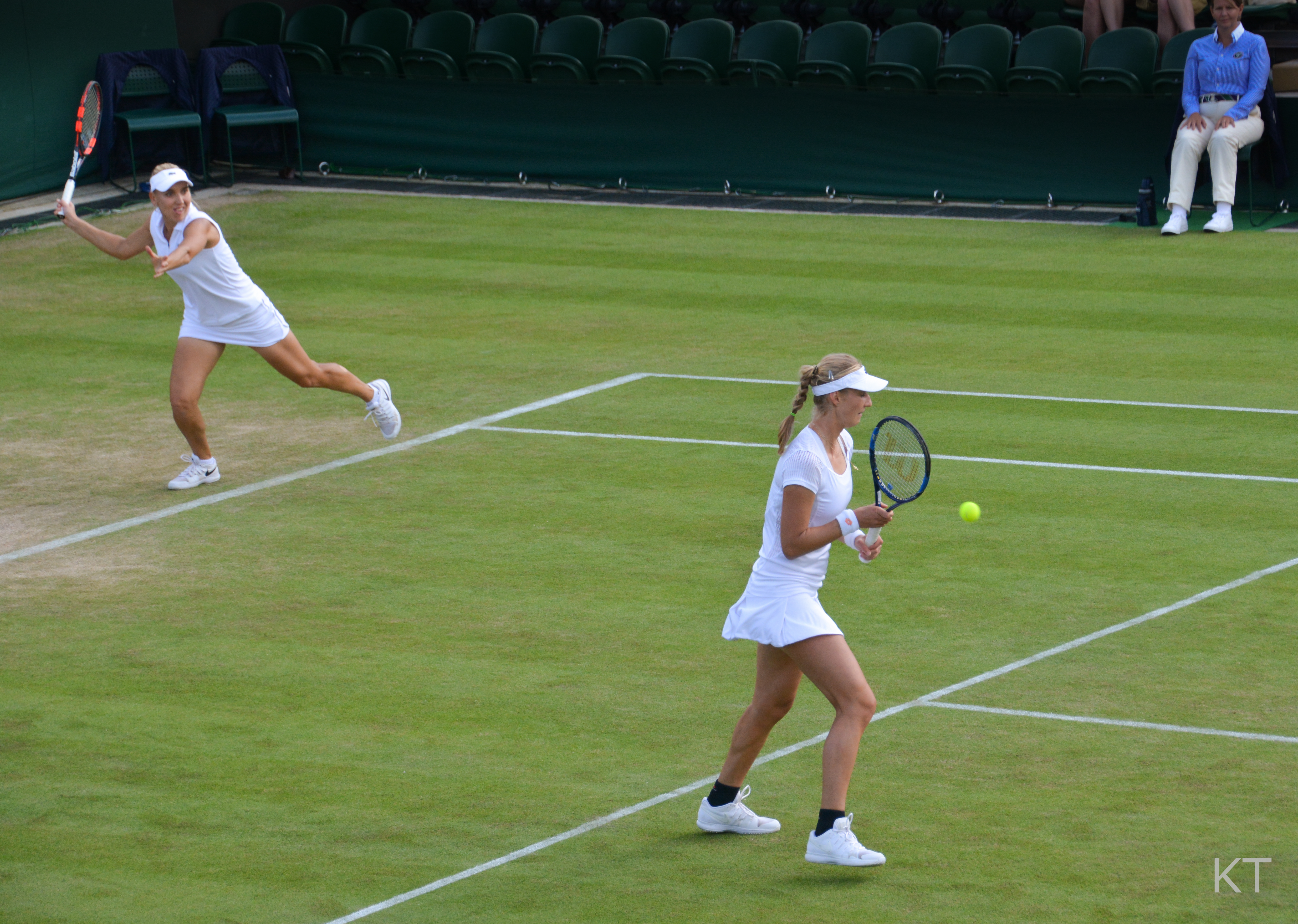
Jekatyerina Makarova és Jelena Vesznyina nyerte a 2017-es wimbledoni torna páros versenyét

Augusztus 14-én a tajvani Csan Jung-zsan és a svájci Martina Hingis, valamint az orosz Jekatyerina Makarova−Jelena Vesznyina párosok kvalifikálták magukat elsőként a szingapúri döntőbe. Bethanie Mattek-Sands és Lucie Šafářová párosa a korábban szerzett ranglistapontjaik alapján résztvevői lehettek volna a tornának, azonban Mattek-Sands sérülése miatt nem tudtak indulni. Szeptember 11-én az ausztrál Ashleigh Barty−Casey Dellacqua páros, szeptember 25-én Lucie Hradecká és Kateřina Siniaková párosa csatlakozott hozzájuk, de Hradecká sérülése miatt vissza kellett lépniük az indulástól. Ötödik párosként kvalifikálta magát a magyar Babos Tímea és a cseh Andrea Hlaváčková párosa, ezzel Babos Tímea harmadik alkalommal vesz részt párosban az év végi világbajnokságon.
2017. október 4-én a további helyekért még versenyben volt az Anna-Lena Grönefeld−Květa Peschke, a Hszü Ji-fan−Gabriela Dabrowski, az Andreja Klepač−María José Martínez Sánchez, a Szánija Mirza−Peng Suaj és az Aojama Súko−Jang Csao-hszüan páros.
Október 7-én kvalifikálta magát az Anna-Lena Grönefeld−Květa Peschke, valamint a Hszü Ji-fan−Gabriela Dabrowski páros. Október 12-én csatlakozott hozzájuk Andreja Klepač és María José Martínez Sánchez. A párosok mezőnye október 19-én vált teljessé, amikor a holland Kiki Bertens és a svéd Johanna Larsson párosa is megszerezte a kvalifikációt.
2016-tól a párosok versenye egyenes kieséses rendszerben zajlik.

### A sorsolási tábla
|  | Negyeddöntők | Negyeddöntők                               | Negyeddöntők | Negyeddöntők                          | Negyeddöntők |   |                               | Elődöntők                    | Elődöntők | Elődöntők | Elődöntők | Elődöntők |  |  | Döntő | Döntő | Döntő | Döntő | Döntő |  |
|  |              |                                            |              |                                       |              |   |                               |                              |           |           |           |           |  |  |       |       |       |       |       |  |
|  | 1            | Csan Jung-zsan Martina Hingis              | 6            | 6                                     |              |   |                               |                              |           |           |           |           |  |  |       |       |       |       |       |  |
|  | 1            | Csan Jung-zsan Martina Hingis              | 6            | 6                                     |              |   |                               |                              |           |           |           |           |  |  |       |       |       |       |       |  |
|  | 6            | Anna-Lena Grönefeld Květa Peschke          | 3            | 2                                     |              |   |                               |                              |           |           |           |           |  |  |       |       |       |       |       |  |
|  | 6            | Anna-Lena Grönefeld Květa Peschke          | 3            | 2                                     |              | 1 | Csan Jung-zsan Martina Hingis | 4                            | 65        |           |           |           |  |  |       |       |       |       |       |  |
|  |              |                                            |              |                                       |              | 1 | Csan Jung-zsan Martina Hingis | 4                            | 65        |           |           |           |  |  |       |       |       |       |       |  |
|  |              |                                            | 3            | Babos Tímea Andrea Hlaváčková         | 6            | 7 |                               |                              |           |           |           |           |  |  |       |       |       |       |       |  |
|  | 3            | Babos Tímea Andrea Hlaváčková              | 3            | Babos Tímea Andrea Hlaváčková         | 6            | 7 | 6                             | 6                            |           |           |           |           |  |  |       |       |       |       |       |  |
|  | 3            | Babos Tímea Andrea Hlaváčková              |              |                                       |              |   |                               |                              |           |           |           |           |  |  |       |       |       |       |       |  |
|  | 7            | Andreja Klepač María José Martínez Sánchez | 3            | 4                                     |              |   |                               |                              |           |           |           |           |  |  |       |       |       |       |       |  |
|  | 7            | Andreja Klepač María José Martínez Sánchez | 3            | 4                                     |              | 3 | Babos Tímea Andrea Hlaváčková | 4                            | 6         | [10]      |           |           |  |  |       |       |       |       |       |  |
|  |              |                                            |              |                                       |              |   |                               |                              |           |           |           |           |  |  |       |       |       |       |       |  |
|  |              |                                            | 8            | Kiki Bertens Johanna Larsson          | 6            | 4 | [5]                           |                              |           |           |           |           |  |  |       |       |       |       |       |  |
|  | 8            | Kiki Bertens Johanna Larsson               | 8            | Kiki Bertens Johanna Larsson          | 6            | 4 | [5]                           | 79                           | 61        | [10]      |           |           |  |  |       |       |       |       |       |  |
|  | 8            | Kiki Bertens Johanna Larsson               |              |                                       |              |   |                               |                              |           | [10]      |           |           |  |  |       |       |       |       |       |  |
|  | 4            | Ashleigh Barty Casey Dellacqua             | 67           | 7                                     | [6]          |   |                               |                              |           |           |           |           |  |  |       |       |       |       |       |  |
|  | 4            | Ashleigh Barty Casey Dellacqua             | 67           | 7                                     | [6]          |   | 8                             | Kiki Bertens Johanna Larsson | 6         | 6         |           |           |  |  |       |       |       |       |       |  |
|  |              |                                            |              |                                       |              |   | 8                             | Kiki Bertens Johanna Larsson | 6         | 6         |           |           |  |  |       |       |       |       |       |  |
|  |              |                                            | 2            | Jekatyerina Makarova Jelena Vesznyina | 4            | 3 |                               |                              |           |           |           |           |  |  |       |       |       |       |       |  |
|  | 5            | Gabriela Dabrowski Hszü Ji-fan             | 2            | Jekatyerina Makarova Jelena Vesznyina | 4            | 3 | 1                             | 1                            |           |           |           |           |  |  |       |       |       |       |       |  |
|  | 5            | Gabriela Dabrowski Hszü Ji-fan             |              |                                       |              |   |                               |                              |           |           |           |           |  |  |       |       |       |       |       |  |
|  | 2            | Jekatyerina Makarova Jelena Vesznyina      | 6            | 6                                     |              |   |                               |                              |           |           |           |           |  |  |       |       |       |       |       |  |